# Sal Borgese
Giuseppe Salvatore Borgese, más conocido como Sal Borgese (Roma, 5 de marzo de 1937) es un actor italiano.
Borgese ha participado en innumerables producciones europeas para cine y televisión. Se hizo especialmente conocido por aparecer en las comedias protagonizadas por Bud Spencer y Terence Hill, en las que a menudo aparece en el papel de cómplice mamporrero.
En los créditos de las películas en las que participó podía aparecer con los siguientes nombres: Sal Borgese, Salvatore Borgese, Salvatore Borghese, Michael Franz, Dick Gordon.

## Filmografía selecta
- El superpoderoso, Sergio Corbucci (1981)
- Quien tiene un amigo...tiene un tesoro, Sergio Corbucci (1981)
- Carrera Salvaje, Antonio Margheriti (1981)
- El Padrino III, Francis Ford Coppola (1990)